# Sisyra yunana
Sisyra yunana là một loài côn trùng trong họ Sisyridae thuộc bộ Neuroptera. Loài này được C.-k. Yang miêu tả năm 1986.